# Les Petites-Armoises
 Les Petites-Armoises  là một xã ở tỉnh Ardennes, thuộc vùng Grand Est ở phía bắc nước Pháp.